# Shoppers Drug Mart
Shoppers Drug Mart Inc.,  (у провінції Квебек Pharmaprix) — канадська мережа роздрібних аптек з головним офісом в місті Торонто, Онтаріо. Має понад 1300 магазинів у десяти провінціях і двох територіях Канади.
Компанію заснував фармацевт Мюррей Коффлер у 1962 році. Родина Коффлер досі зберігає право власності на аптеку Super-Pharm, яка розташована в Ізраїлі, Польщі та раніше в Китаї (як Ensure з 2005 до 2011) . Логотип Super-Pharm  дуже схожий на логотип Shoppers Drug Mart, який створив художник Сільвен Лю. Super-Pharm також  використовує деякі ті самі приватні торгові марки, наприклад Life Brand і Quo.
У 2014 році компанія Loblaw Companies, що базується в Бремптоні, Онтаріо, придбала Shoppers Drug Mart за 12,4 мільярда доларів . На початок 2016 року у Shoppers було понад 1300 магазинів по цілій Канаді.

## Історія

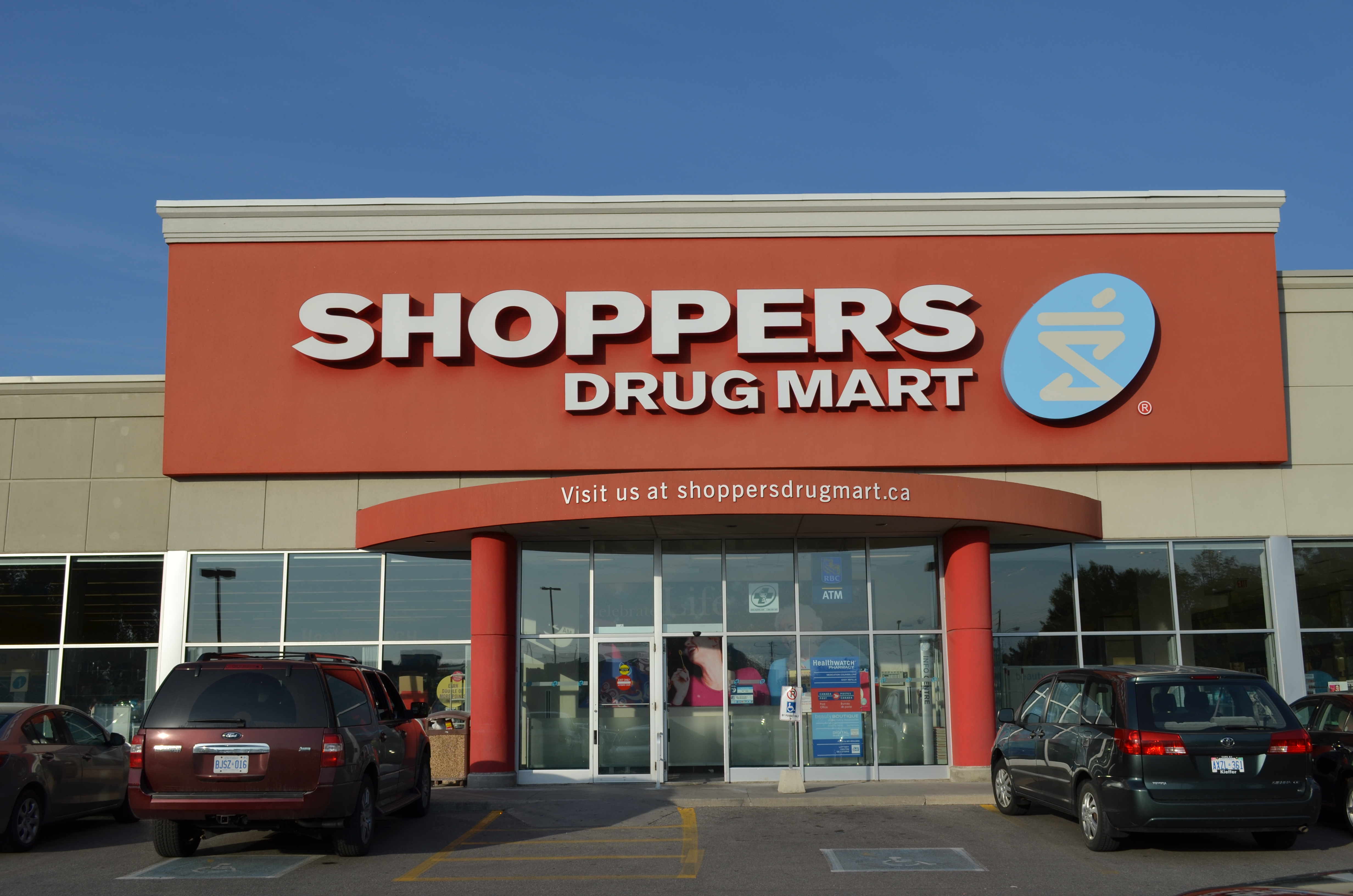
Магазин ліків Shoppers у Маркхемі, Онтаріо

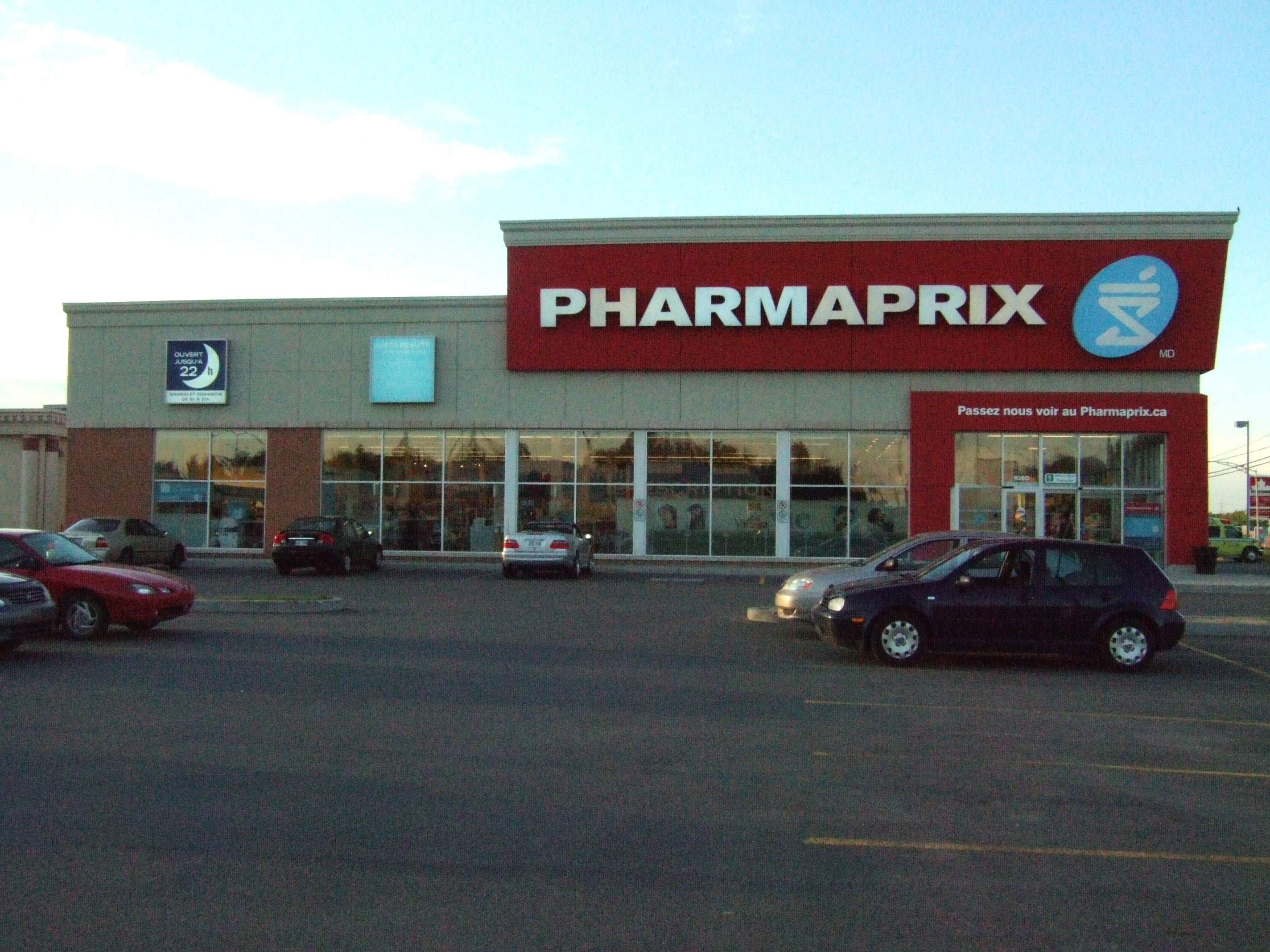
Pharmaprix в Альмі, Квебек

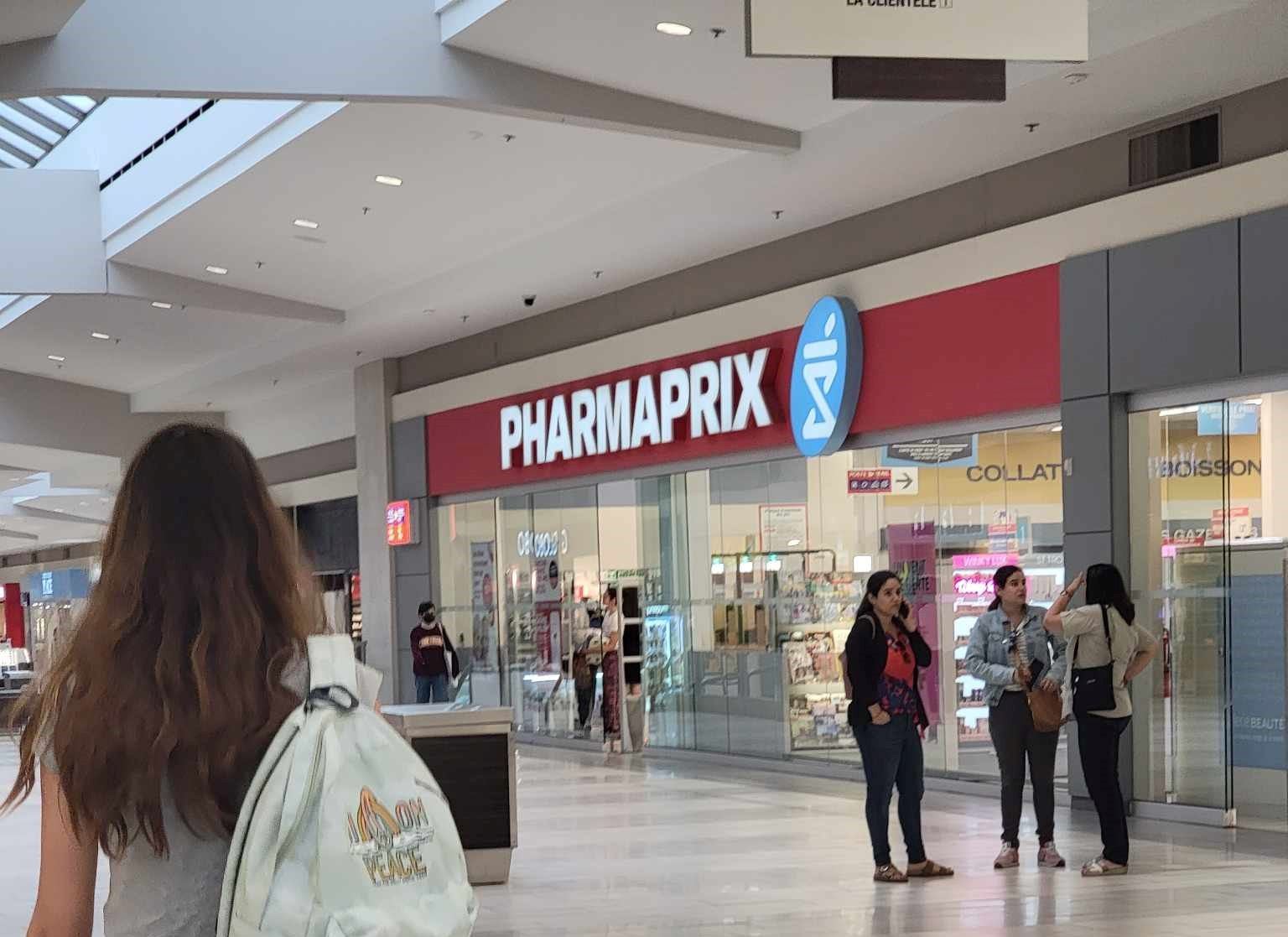
Pharmaprix у торговому центрі Carrefour Angrignon у LaSalle, Квебек

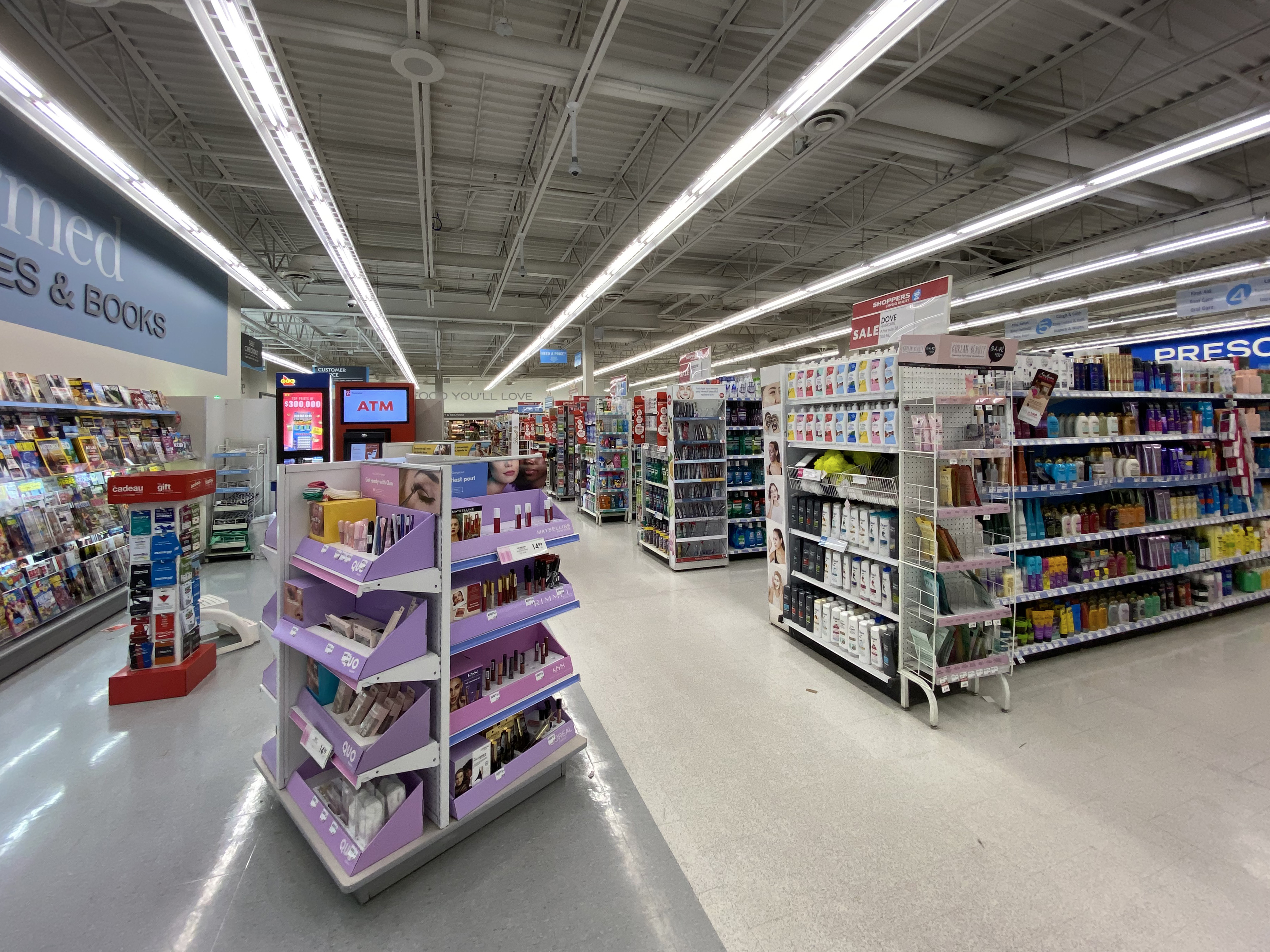
Магазин ліків для покупців у Місісазі, Онтаріо

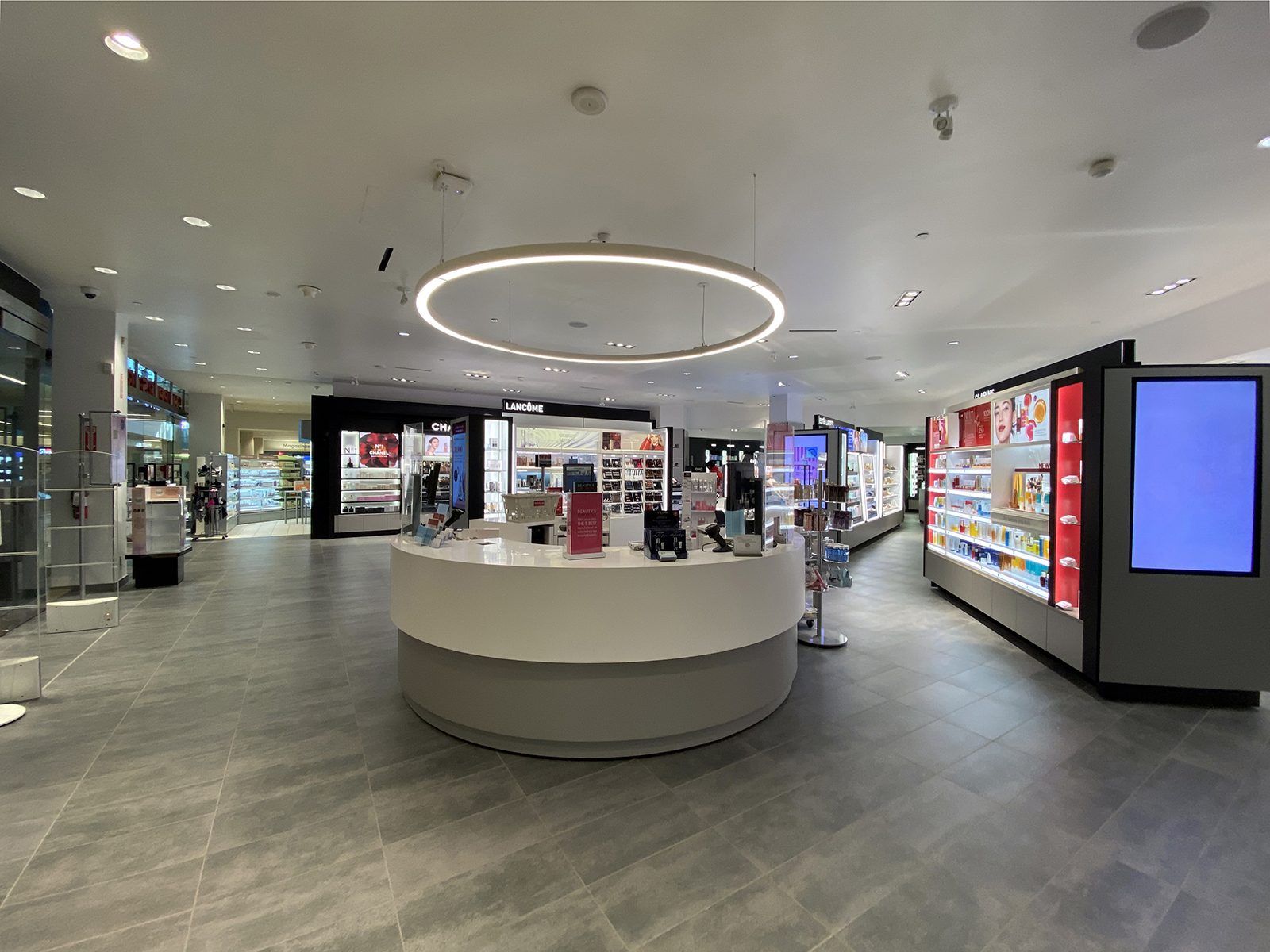
Бутік косметики від Shoppers Drug Mart у торговому центрі Square One в Місісазі, Онтаріо

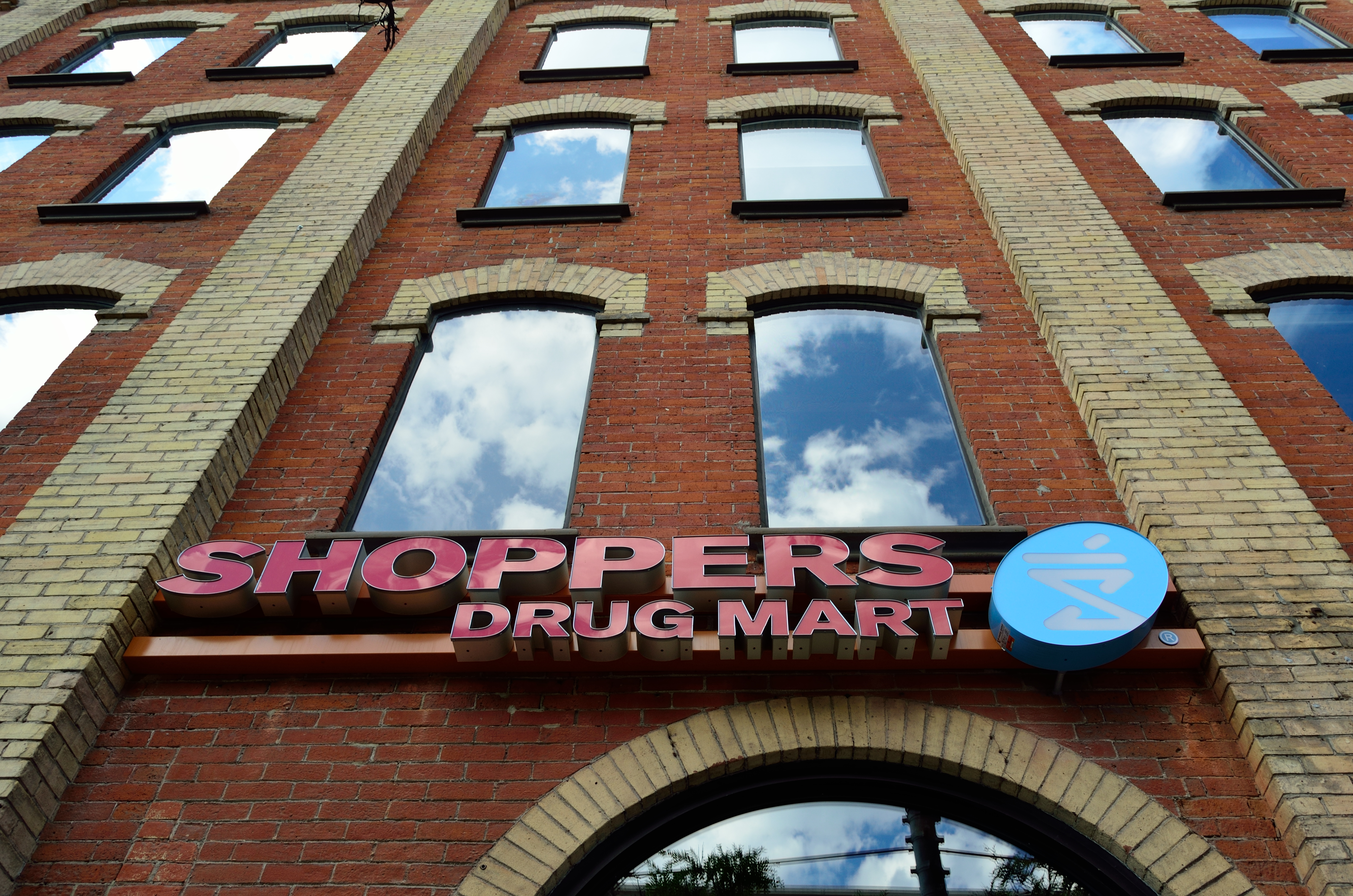
Shoppers Drug Mart в історичній будівлі в центрі Торонто

У віці двадцяти років Мюррей Коффлер успадкував дві аптеки Koffler's Drugs в Торонто: одну на Коледж-стріт, 376 , а другу на Баcерст-стріт на північ від Сент-Клер-авеню. За порадою Е. П. Тейлора Коффлер також відкрив приміську локацію в торговому центрі Дон Міллс . До 1962 року кількіспть аптек виросла до 17-ти і по суті створилася ціла мережа, яка була перейменована у «Shoppers Drug Mart» у 1970-х роках. Перший магазин під назвою "Shoppers Drug Mart" був у торговому центрі Shoppers World Danforth, від якого і походить назва мережі.

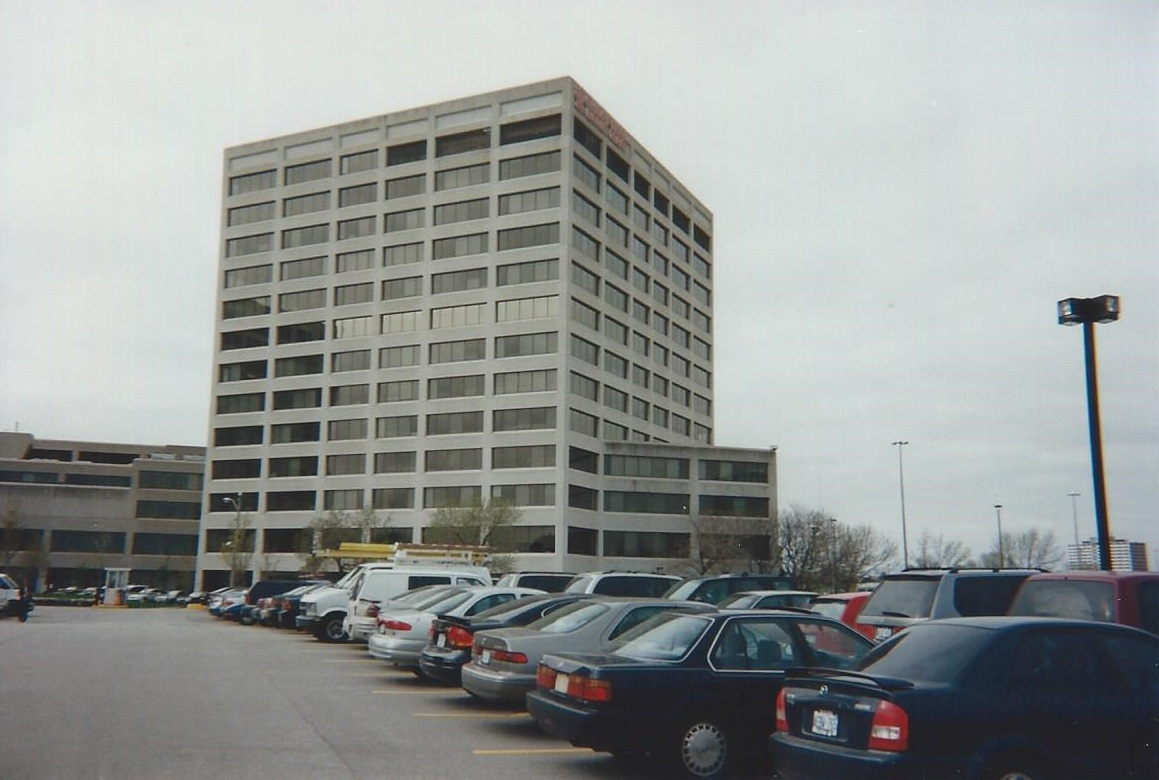
Будівля корпоративної штаб-квартири Shoppers Drug Mart у Норс-Йорку, Торонто, 2002 рік

### Купівля Loblaw Companies
15 липня 2013 Loblaw Companies анонсувало купівлю мережі Shoppers Drug Mart за $12.4 мільярди . Угода була затверджена 21 березня 2014 Бюром по питаннях конкуренції Канади і завершился 28 березня 2014 року 

## Зовнішні посилання
- Веб-сайт роздрібного магазину Shoppers Drug Mart
- Корпоративний сайт Shoppers Drug Mart